# Batalla de Villanueva de Barcarrota
La batalla de Villanueva de Barcarrota fue un combate librado en 1336 en las cercanías del municipio extremeño de Villanueva de Barcarrota entre las tropas del reino de Portugal, comandadas por Pedro Alfonso de Sousa, y las tropas de la corona de Castilla, comandadas por Enrique Enríquez el Mozo, que dirigía la mesnada del Obispado de Jaén, y por Juan Alonso Pérez de Guzmán y Pedro Ponce de León el Viejo, que se hallaban al frente de la mesnada del concejo de la ciudad de Sevilla.
En la batalla fueron derrotadas las tropas del reino de Portugal y, como consecuencia, Alfonso IV de Portugal, que se hallaba sitiando la ciudad de Badajoz, ordenó el levantamiento del asedio y regresó junto con sus tropas a Portugal. La batalla de Villanueva de Barcarrota tuvo lugar en el contexto de la guerra luso-castellana que comenzó en 1336 y que enfrentó al rey Alfonso IV de Portugal y a sus aliados, don Juan Manuel y Juan Núñez III de Lara, con Alfonso XI de Castilla.

## Antecedentes
En 1335 surgió un conflicto entre Don Juan Manuel y Alfonso XI, rey de Castilla, en el que se vio involucrado Juan Núñez III de Lara, señor de Lara y Vizcaya. Algunos años antes se había concertado el matrimonio de Constanza Manuel de Villena, hija de Don Juan Manuel, con el infante Pedro de Portugal, hijo de Alfonso IV de Portugal. No obstante, a dicho enlace se oponían los reyes de Castilla y Aragón, pues el infante Pedro de Portugal se hallaba comprometido con Blanca de Castilla, hija del difunto infante Pedro y de María de Aragón.

Pero, debido a una enfermedad que aquejaba a Blanca, ni Alfonso IV de Portugal, ni su hijo Pedro deseaban que se celebrase ese matrimonio. Por ello, el rey de Portugal se alió con el Príncipe de Villena, con Pedro Fernández de Castro, con Juan Núñez III de Lara y con Juan Alfonso de Alburquerque, a fin de conseguir que la hija de Don Juan Manuel pudiera ser llevada a Portugal, y al mismo tiempo, todos ellos se comprometieron a hacer la guerra al rey Alfonso XI si no rompía su relación con Leonor de Guzmán, pues con ello ofendía a su legítima esposa, María de Portugal, si no restituía a María Díaz de Haro las posesiones que habían pertenecido a su padre y abuelos, o si atacaba las tierras de cualquiera de ellos, pero Alfonso XI consiguió apartar de la conjura a Pedro Fernández de Castro y a Juan Alfonso de Alburquerque.

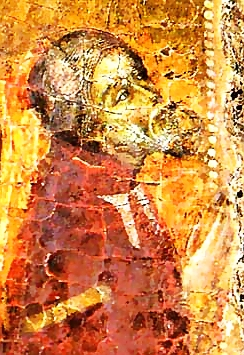
Retrato que se supone representa a Don Juan Manuel, nieto del rey Fernando III de Castilla. (Catedral de Murcia).

En junio de 1336, el rey Alfonso XI de Castilla sitió la localidad de Lerma, donde se hallaba Juan Núñez III de Lara, al tiempo que otros ejércitos suyos sitiaban Torrelobatón, Busto y Villafranca de Montes de Oca, ordenando además a los Maestres de las Órdenes de Santiago y Calatrava que se pusiesen a la vista del castillo de Peñafiel con sus tropas, donde se hallaba don Juan Manuel, a fin de impedir que éste socorriese a sus aliado, Juan Núñez III de Lara. Pedro Fernández de Castro, señor de la Casa de Castro, cumpliendo la palabra dada al rey de ayudarle en su lucha contra Don Juan Manuel, se dirigió con sus tropas a Peñafiel, donde se hallaba este último, y le retó a combatir, aunque Don Juan Manuel se negó a combatir y a abandonar la seguridad que le ofrecía la fortaleza en la que se hallaba. En vista de la situación, Pedro Fernández de Castro se dirigió a Lerma, que el monarca castellano continuaba sitiando.
La villa de Torrelobatón capituló pronto ante las tropas del rey, imponiéndosele la condición de que nunca volviese a poder de Juan Núñez III de Lara, quien durante el cerco de la localidad de Lerma, en la que él se hallaba, rompió de nuevo su relación de vasallaje con el rey. De igual modo obró Alfonso Téllez de Haro, señor de los Cameros, quien comenzó a llamar al infante Pedro, hijo y heredero de Alfonso XI, rey de Castilla.
Al sitio de Lerma acudieron entonces Pedro Fernández de Castro y Juan Alfonso de Haro con tropas a sus órdenes, haciéndose con ello la situación de los sitiados más dificultosa. Alfonso IV de Portugal, «el Bravo», aliado de Juan Núñez III de Lara y de Don Juan Manuel, amenazó al rey de Castilla y León con declararle la guerra si no levantaba el asedio, al tiempo que Don Juan Manuel, valiéndose de su poder político, solicitaba al rey Pedro IV de Aragón que socorriese a los sitiados en Lerma, sin conseguir que el soberano aragonés se involucrase en el conflicto, a pesar de una carta en la que Don Juan Manuel recordaba al rey de Aragón todos los agravios que habían padecido él mismo, Juana Núñez de Lara, y su hijo, Juan Núñez III de Lara, por parte del monarca castellano-leonés.

## Sitio de Badajoz

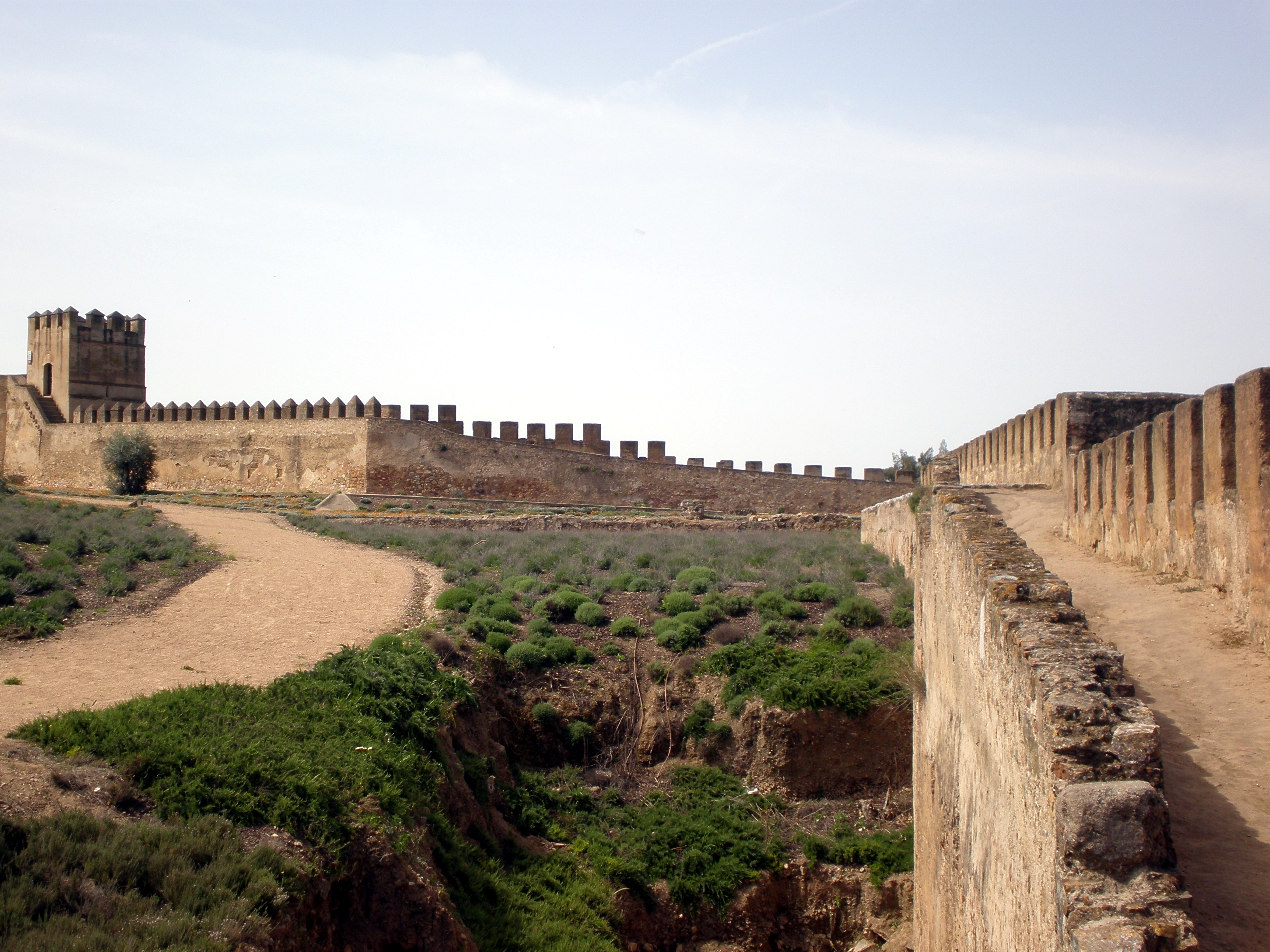
Vista general de la Alcazaba de Badajoz.

Cuando el rey de Portugal tuvo conocimiento de que Alfonso XI se negaba a levantar el asedio de Lerma, invadió con sus tropas la corona de Castilla y puso sitio a la ciudad de Badajoz, confiando en que con ello obligaría al monarca castellano a levantar el asedio de Lerma. Sin embargo, Alfonso XI continuó asediando Lerma y envió mensajeros a Pedro Ponce de León el Viejo, a Alvar Pérez de Guzmán «el Viejo» y a Enrique Enríquez el Mozo, ricoshombres de Castilla, a fin de que acudiesen con sus tropas y se uniesen a Pedro Fernández de Castro, a quien el monarca castellano-leonés había ordenado que fuese a socorrer a los sitiados en Badajoz.
Al mismo tiempo, Alfonso XI de Castilla ordenó a los concejos de las ciudades de Córdoba, Sevilla, Trujillo, Plasencia, Coria y Cáceres, y a Ruy Pérez Maldonado, Maestre de la Orden de Alcántara, que uniesen sus mesnadas a las de Pedro Fernández de Castro, y que emprendiesen prontamente la marcha hacia Badajoz, a fin de socorrer a los allí sitiados. Según refiere la Crónica de Alfonso XI, la indisciplina de las tropas de Pedro Fernández de Castro fue notoria y sus hombres causaron graves daños en los lugares por los que pasaron de camino a la ciudad de Badajoz.
Cuando los ricoshombres y los concejos fueron informados de que la ciudad de Badajoz estaba siendo sitiada por los portugueses, aprestaron sus tropas y se prepararon para socorrerla, a pesar de que aún no habían recibido los mensajes que les envió el rey Alfonso XI de Castilla. Enrique Enríquez el Mozo, señor de Villalba de los Barros y bisnieto del rey Fernando III de Castilla, salió de la ciudad de Sevilla acompañado por los hombres del obispado de Jaén, y se dirigió al municipio extremeño de Villanueva de Barcarrota, situado a cuarenta y nueve kilómetros de Badajoz. Desde su llegada, Enrique Enríquez el Mozo, Caudillo mayor del obispado de Jaén, comenzó a hostigar a los portugueses, impidiendo que se abastecieran y, al mismo tiempo, comenzó a realizar incursiones en el reino de Portugal, y se apoderó de numerosos bienes, ganado y cautivos.

## Batalla de Villanueva de Barcarrota

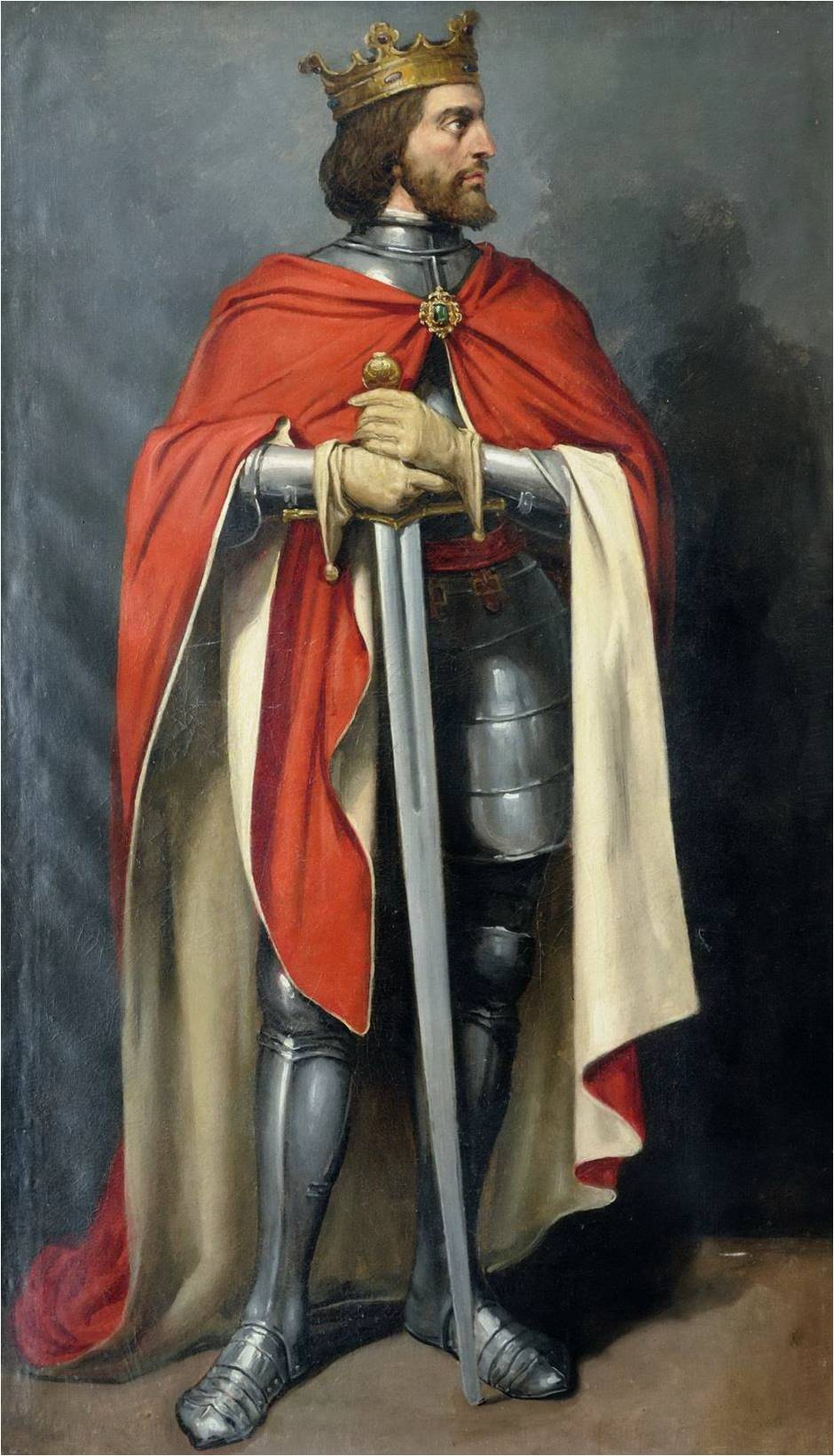
Retrato imaginario de Alfonso XI de Castilla. José María Rodríguez de Losada. (Ayuntamiento de León).

Cuando Alfonso IV de Portugal, que continuaba asediando Badajoz, tuvo conocimiento de las incursiones que Enrique Enríquez el Mozo realizaba en territorio portugués, ordenó a Pedro Alfonso de Sousa, ricohombre de su reino, que se dirigiese a Villanueva de Barcarrota, donde se hallaba Enrique Enríquez, que capturase a los castellano-leoneses que allí se hallaban, y que destruyera e incendiara el municipio.
Cuando las tropas portuguesas llegaron a la vista del municipio de Villanueva de Barcarrota, Enrique Enríquez el Mozo y sus hombres salieron del municipio con la intención de combatir, a pesar de su inferioridad numérica, pero no tuvieron oportunidad de hacerlo, ya que los portugueses instalaron su campamento en una loma cercana, y desde allí comenzaron a realizar pequeños ataques contra los castellanos, los cuales, debido a su inferioridad numérica, no se atrevieron a combatir a los portugueses.
Mientras portugueses y castellanos permanecían a la espera, las mesnadas del concejo de Sevilla, comandadas por Juan Alonso Pérez de Guzmán, señor de Sanlúcar de Barrameda, y por Pedro Ponce de León el Viejo, señor de Marchena y Bailén, llegaron a las inmediaciones de Villanueva de Barcarrota, aunque, según refiere la Crónica de Alfonso XI, al no tener conocimiento de que las tropas portuguesas se encontraban allí, no se encontraban listas para entrar en combate y, según refiere la misma crónica, un individuo que se encontraba subido a la torre de la iglesia de Villanueva de Barcarrota observó su llegada, dándose cuenta por los pendones que portaban de que eran castellano-leoneses, y fue a comunicarles la situación en la que se encontraban Enrique Enríquez el Mozo y sus hombres. Al mismo tiempo, dicho individuo comunicó a ambos comandantes que si se daban prisa en atacar a las tropas de Pedro Alfonso de Sousa, podrían derrotarlas.
Aprestadas para el combate, las tropas a las órdenes de Juan Alonso Pérez de Guzmán y de Pedro Ponce de León el Viejo se pusieron en marcha para enfrentarse a las tropas portuguesas y, cuando éstas observaron su llegada, se dieron a la fuga. Acto seguido, las tropas de Enrique Enríquez el Mozo, que se encontraban cerca de los portugueses, comenzaron a perseguirlos, antes de que las tropas de Juan Alonso Pérez de Guzmán hubiesen entrado en combate.
Comenzó entonces a ser masacrado el ejército portugués, que fue perseguido, según refiere la Crónica de Alfonso XI, a lo largo de más de diez kilómetros de distancia. Y durante dicha persecución, la infantería portuguesa fue masacrada y exterminada casi en su totalidad, muriendo también gran cantidad de caballeros portugueses a las órdenes de Pedro Alfonso de Sousa. Al anochecer, las tropas castellano-leonesas regresaron a Villanueva de Barcarrota, y llegados al municipio, los ricoshombres que las mandaban tuvieron conocimiento de que las tropas del concejo de Córdoba habían salido de su ciudad y se dirigían hacia Villanueva de Barcarrota.

## Consecuencias de la batalla

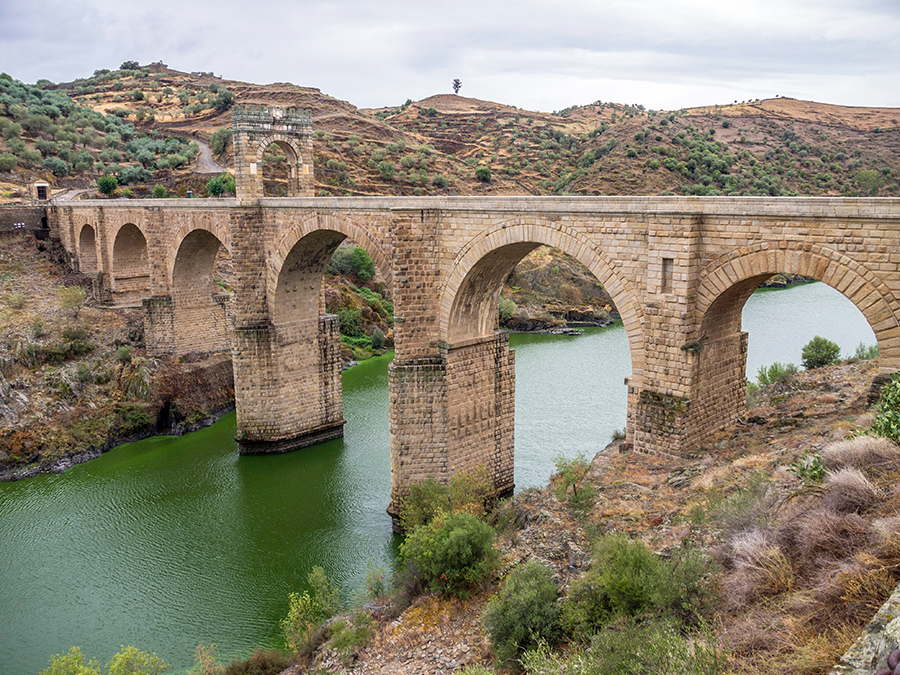
Vista del puente romano de Alcántara.

Cuando Alfonso IV de Portugal, que continuaba sitiando la ciudad de Badajoz, fue informado de la derrota de las tropas portuguesas en Villanueva de Barcarrota sintió un gran pesar, pues la derrota en esa batalla venía a sumarse a las dificultades para conquistar la ciudad de Badajoz que se hallaba bien fortificada y, según relata la Crónica de Alfonso XI, se encontraba bien defendida por caballeros curtidos en la guerra, al contrario que los caballeros portugueses, que no se encontraban acostumbrados a combatir. Además, el rey de Portugal recibió mensajeros que le comunicaron que Pedro Fernández de Castro, señor de la Casa de Castro, se aproximaba con sus tropas para socorrer a los sitiados en Badajoz así como las mesnadas del concejo de la ciudad de Córdoba y de que en Villanueva de Barcarrota permanecían las tropas victoriosas de Enrique Enríquez el Mozo, de Juan Alonso Pérez de Guzmán y de Pedro Ponce de León el Viejo.
Temeroso el rey Alfonso IV de Portugal de la cantidad de fuerzas enemigas que se aproximaban a él, resolvió levantar el asedio de la ciudad de Badajoz y volver con sus tropas al reino de Portugal.
Durante su regreso a su reino, el rey Alfonso IV de Portugal atacó las tierras de Alcántara, siendo perseguido durante el trayecto por las milicias de la Orden de Alcántara, pues el soberano portugués estaba devastando sus territorios. Sin embargo, en su momento fue criticado el escaso arrojo con el que Ruy Pérez Maldonado, maestre de la Orden de Alcántara hizo frente a las tropas portuguesas, ya que, según refiere la Crónica de Alcántara:

No hauia hecho lo que deuia, pues teniendo tan y tan buena gente no llegó a pelear con el rey de Portugal.